# هامبرت فالز
هامبرت فالز (به لاتین: Humbert Falls) یک آبشار در ماداگاسکار است که در انداپا واقع شده‌است.